# روث غوردون
روث غوردون (بالإنجليزية: Ruth Gordon) ، من مواليد 30 أكتوبر عام 1896م ، وتوفيت بتاريخ 28 أكتوبر عام 1985م ، وهي ممثلة أمريكية ، شاركت بعدة أفلام ومنها فيلم روزماري بيبيز عام 1968م.

## وصلات خارجية
- روث غوردون على موقع IMDb (الإنجليزية)
- روث غوردون على موقع الموسوعة البريطانية (الإنجليزية)
- روث غوردون على موقع روتن توميتوز (الإنجليزية)
- روث غوردون على موقع ألو سيني (الفرنسية)
- روث غوردون على موقع ميوزك برينز (الإنجليزية)
- روث غوردون على موقع تيرنر كلاسيك موفيز (الإنجليزية)
- روث غوردون على موقع تيرنر كلاسيك موفيز (الإنجليزية)
- روث غوردون على موقع أول موفي (الإنجليزية)
- روث غوردون على موقع قاعدة بيانات برودواي على الإنترنت (الإنجليزية)
- روث غوردون على موقع قاعدة بيانات الأفلام السويدية (السويدية)